# 90288 Даллів
90288 Даллів (90288 Dalleave) — астероїд головного поясу, відкритий 6 березня 2003 року.
Тіссеранів параметр щодо Юпітера — 3,184.